# WWE Cruiserweight Championship (1991-2008)
El Campeonato Peso Crucero de la WWE fue un título para competidores con un peso menor de 220 libras (100 kg), y fue exclusivo de la marca SmackDown! de la WWE. Antes de pertenecer a dicha compañía, formó parte de la lista de Campeonatos de World Championship Wrestling. El campeonato quedó vacante en septiembre de 2007, y finalmente fue retirado oficialmente en marzo de 2008.

## Historia

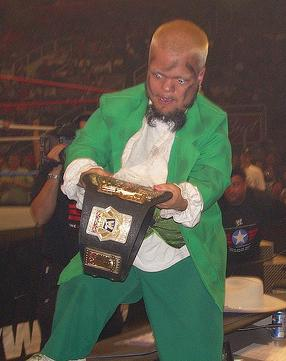
Hornswoggle el último Campeón Peso Crucero.

El campeonato fue creado en 1991 por la empresa World Championship Wrestling (WCW) como el WCW Light Heavyweight Championship (Campeonato Peso Ligero de la WCW), pero cinco años después fue cambiado a WCW Cruiserweight Championship (Campeonato Peso Crucero de la WCW). Este campeonato fue usado por la WCW hasta su cierre en marzo de 2001, cuando fue comprada por su rival, la World Wrestling Federation, siendo Shane Helms su último campeón bajo la WCW. Tras esto, la WWF usó este cinturón durante la storyline The Invasion, en el cual, luchadores de la WCW y ECW invadieron la WWF. Cuando la Storyline acabó, se realizó una lucha de unificación entre este título y el Campeonato Peso Ligero de la WWF entre el campeón de la WWF (Tajiri) y de la WCW (X-Pac) en SummerSlam. A pesar de que X-Pac ganó la lucha, el título que fue retirado fue el de la WWF y se mantuvo el de la WCW, el cual pasaría a llamarse WWF Cruiserweight Championship (Campeonato Peso Crucero de la WWF). Sin embargo, debido al cambio de nombre de la World Wrestling Federation a World Wrestling Entertainment, el título pasó a llamarse WWE Cruiserweight Championship (Campeonato Peso Crucero de la WWE).
El título se mantuvo hasta finales de 2007, ya que Hornswoggle, el último campeón, fue despojado del título por su condición de enano, impidiendo defenderlo. El título se pasó inactivo seis meses hasta que el 4 de marzo de 2008, fue abandonado por la WWE, pasándolo a la lista de campeonatos retirados. Madusa, Daffney y Jacqueline fueron las únicas mujeres en ganar el campeonato.

### Lista de campeones
|                                     | Luchador                                      | N.º | Fecha                    | Días | Show o evento                | Notas y referencias |
| ----------------------------------- | --------------------------------------------- | --- | ------------------------ | ---- | ---------------------------- | --- |
| WCW                                 |                                               |     |                          |      |                              | |
| 1                                   | Brian Pillman                                 | 1   | 27 de octubre de 1991    | 59   | Halloween Havoc              | Derrotó a Richard Morton en la final de un torneo para determinar al primer Campeón de peso semipesado de la WCW. |
| 2                                   | Jushin Liger                                  | 1   | 25 de diciembre de 1991  | 66   | House Show                   | |
| 3                                   | Brian Pillman                                 | 2   | 29 de febrero de 1992    | 112  | SuperBrawl II                | |
| 4                                   | Scotty Flamingo                               | 1   | 20 de junio de 1992      | 15   | Beach Blast                  | |
| 5                                   | Brian Armstrong                               | 1   | 5 de julio de 1992       | 59   | House Show                   | |
| —                                   | Vacante                                       | —   | 2 de septiembre de 1992  | —    | Clash of the Champions XX    | Debido a una lesión de Armstrong. |
| 6                                   | Shinjiro Ohtani                               | 1   | 20 de marzo de 1996      | 43   | N.J. Pro Wrestling           | Derrotó a Wild Pegasus en la final de un torneo para determinar al primer Campeón crucero de la WCW. |
| 7                                   | Dean Malenko                                  | 1   | 2 de mayo de 1996        | 67   | WorldWide                    | |
| 8                                   | Rey Mysterio, Jr.                             | 1   | 8 de julio de 1996       | 111  | Monday Nitro                 | |
| 9                                   | Dean Malenko                                  | 2   | 27 de octubre de 1996    | 63   | Halloween Havoc              | |
| 10                                  | Último Dragon                                 | 1   | 29 de diciembre de 1996  | 23   | Starrcade                    | |
| 11                                  | Dean Malenko                                  | 3   | 21 de enero de 1997      | 33   | Clash of the Champions XXXIV | |
| 12                                  | Syxx                                          | 1   | 23 de febrero de 1997    | 125  | SuperBrawl VII               | |
| 13                                  | Chris Jericho                                 | 1   | 28 de junio de 1997      | 30   | Saturday Nitro               | |
| 14                                  | Alex Wright                                   | 1   | 28 de julio de 1997      | 15   | Monday Nitro                 | |
| 15                                  | Chris Jericho                                 | 2   | 12 de agosto de 1997     | 33   | Saturday Night               | |
| 16                                  | Eddy Guerrero                                 | 1   | 14 de septiembre de 1997 | 42   | Fall Brawl                   | |
| 17                                  | Rey Mysterio, Jr.                             | 2   | 14 de septiembre de 1997 | 15   | Halloween Havoc              | Fue un combate "Máscara vs. Título". |
| 18                                  | Eddy Guerrero                                 | 2   | 10 de noviembre de 1997  | 49   | Monday Nitro                 | |
| 19                                  | Último Dragon                                 | 2   | 29 de diciembre de 1997  | 10   | Monday Nitro                 | |
| 20                                  | Juventud Guerrera                             | 1   | 8 de enero de 1998       | 7    | Thunder                      | |
| 21                                  | Rey Mysterio, Jr.                             | 3   | 15 de enero de 1998      | 9    | Thunder                      | |
| 22                                  | Chris Jericho                                 | 3   | 24 de enero de 1998      | 113  | Souled Out                   | |
| 23                                  | Dean Malenko                                  | 4   | 17 de mayo de 1998       | 25   | Slamboree                    | Malenko ganó una batalla real en la noche anterior, con una máscara como Cíclope, para ganar una oportunidad por el título. |
| —                                   | Vacante                                       | —   | 11 de junio de 1998      | —    |                              | Debido a un engaño de Malenko. |
| 24                                  | Chris Jericho                                 | 4   | 14 de junio de 1998      | 55   | Great American Bash          | Derrotó a Dean Malenko por descalificación. El 12 de julio en Bash at the Beach. Rey Mysterio, Jr. derrotó a Jericho por el título, pero debido a la interferencia de Malenko, el título fue devuelto a Jericho la noche siguiente.                                |
| 25                                  | Juventud Guerrera                             | 2   | 8 de agosto de 1998      | 37   | Road Wild                    | Dean Malenko fue el árbitro invitado especial. |
| 26                                  | Billy Kidman                                  | 1   | 14 de septiembre de 1998 | 63   | Monday Nitro                 | |
| 27                                  | Juventud Guerrera                             | 3   | 19 de noviembre de 1998  | 6    | Monday Nitro                 | |
| 28                                  | Billy Kidman                                  | 2   | 22 de noviembre de 1998  | 113  | World War 3                  | |
| 29                                  | Rey Mysterio, Jr.                             | 4   | 15 de marzo de 1999      | 35   | Monday Nitro                 | |
| 30                                  | Psychosis                                     | 1   | 19 de abril de 1999      | 7    | Monday Nitro                 | Derrotó a Rey Mysterio, Jr., Juventud Guerrera y Blitzkrieg en un "Fatal 4-way". |
| 31                                  | Rey Mysterio, Jr.                             | 5   | 26 de abril de 1999      | 115  | Monday Nitro                 | |
| 32                                  | Lenny Lane                                    | 1   | 19 de agosto de 1999     | 46   | Thunder                      | |
| —                                   | Vacante                                       | —   | 4 de octubre de 1999     | —    |                              | Declarado sin razón alguna. |
| 33                                  | Psychosis                                     | 2   | 4 de octubre de 1999     | 0    | Monday Nitro                 | |
| 34                                  | Disco Inferno                                 | 1   | 4 de octubre de 1999     | 48   | Monday Nitro                 | |
| 35                                  | Evan Karagias                                 | 1   | 21 de noviembre de 1999  | 28   | Mayhem                       | |
| 36                                  | Madusa                                        | 1   | 19 de diciembre de 1999  | 28   | Starrcade                    | Fue la primera mujer en ganar el campeonato crucero. |
| 37                                  | Oklahoma                                      | 1   | 16 de enero de 2000      | 2    | Souled Out                   | |
| —                                   | Vacante                                       | —   | 18 de enero de 2000      | —    | Thunder                      | Debido a que Oklahoma superaba el peso límite. |
| 38                                  | The Artist                                    | 1   | 20 de febrero de 2000    | 29   | SuperBrawl 2000              | Derrotó a Lash LeRoux en la final de un torneo. |
| 39                                  | Billy Kidman                                  | 3   | 30 de marzo de 2000      | 1    | House Show                   | |
| 40                                  | The Artist                                    | 2   | 31 de marzo de 2000      | 10   | House Show                   | |
| —                                   | Vacante                                       | —   | 10 de abril de 2000      | —    | Monday Nitro                 | Declarado por Eric Bischoff y Vince Russo junto a todos los otros títulos de la WCW. |
| 41                                  | Chris Candido                                 | 1   | 16 de abril de 2000      | 29   | Spring Stampede              | Derrotó a The Artist, Juventud Guerrera, Shannon Moore, Lash LeRoux y Crowbar. |
| 42                                  | Crowbar / Daffney                             | 1   | 15 de mayo de 2000       | 7    | Monday Nitro                 | Derrotaron a Candido y Tammy Lynn Sytch en una pelea por equipos mixtos para convertirse en co-campeones en Monday Nitro. |
| 43                                  | Daffney                                       | 1   | 22 de mayo de 2000       | 15   | Monday Nitro                 | Derrotó a Crowbar para convertirse en el campeón indiscutible. |
| 44                                  | Lieutenant Loco                               | 1   | 6 de junio de 2000       | 55   | Thunder                      | Derrotó a Daffney y Disco Inferno en una triple amenaza. |
| 45                                  | Lance Storm                                   | 1   | 31 de julio de 2000      | 14   | Monday Nitro                 | |
| 46                                  | Elix Skipper                                  | 1   | 14 de agosto de 2000     | 49   | Monday Nitro                 | |
| 47                                  | Mike Sanders                                  | 1   | 2 de octubre de 2000     | 63   | Monday Nitro                 | |
| 48                                  | Chavo Guerrero, Jr. (Antes "Lieutenant Loco") | 2   | 4 de diciembre de 2000   | 104  | Monday Nitro                 | |
| 49                                  | Shane Helms                                   | 1   | 18 de marzo de 2001      | 107  | Greed                        | WCW fue comprado por la WWE ese mismo mes. |
| World Wrestling Entertainment (WWE) |                                               |     |                          |      |                              | |
| 50                                  | Billy Kidman                                  | 4   | 3 de julio de 2001       | 27   | SmackDown!                   | |
| 51                                  | X-Pac (Antes "Syxx")                          | 2   | 30 de julio de 2001      | 71   | Raw is War                   | |
| 52                                  | Billy Kidman                                  | 5   | 9 de octubre de 2001     | 13   | SmackDown!                   | |
| 53                                  | Tajiri                                        | 1   | 22 de octubre de 2001    | 162  | RAW                          | El título se convirtió en el WWF Cruiserweight Championship cuando la WWF derrotó a la Alianza en Survivor Series el 18 de noviembre y se sustituye el Campeonato Peso Ligero de la WWF. El título se convirtió en exclusivo de SmackDown! el 25 de marzo de 2002. |
| 54                                  | Billy Kidman                                  | 6   | 2 de abril de 2002       | 19   | SmackDown!                   | |
| 55                                  | Tajiri                                        | 2   | 21 de abril de 2002      | 23   | Backlash                     | El título se renombro en el WWE Cruiserweight Championship el 5 de mayo, cuando WWF se convirtió en la World Wrestling Entertainment. |
| 56                                  | The Hurricane (Antes "Shane Helms")           | 2   | 14 de mayo de 2002       | 40   | SmackDown!                   | Derrotó a Tajiri y Billy Kidman en una triple amenaza. |
| WWE SmackDown                       |                                               |     |                          |      |                              | |
| 57                                  | Jamie Noble                                   | 1   | 23 de junio de 2002      | 147  | King of the Ring             | |
| 58                                  | Billy Kidman                                  | 7   | 17 de noviembre de 2002  | 98   | Survivor Series              | |
| 59                                  | Matt Hardy                                    | 1   | 23 de febrero de 2003    | 100  | No Way Out                   | |
| 60                                  | Rey Mysterio (Antes "Rey Misterio, Jr.")      | 6   | 3 de junio de 2003       | 112  | SmackDown!                   | |
| 61                                  | Tajiri                                        | 3   | 23 de septiembre de 2003 | 98   | SmackDown!                   | |
| 62                                  | Rey Mysterio                                  | 7   | 30 de diciembre de 2003  | 47   | SmackDown!                   | |
| 63                                  | Chavo Guerrero (Antes "Chavo Guerrero, Jr.")  | 3   | 15 de febrero de 2004    | 79   | No Way Out                   | |
| 64                                  | Jacqueline                                    | 1   | 4 de mayo de 2004        | 12   | SmackDown!                   | |
| 65                                  | Chavo Guerrero                                | 4   | 16 de mayo de 2004       | 2    | Judgment Day                 | |
| 66                                  | Chavo Classic                                 | 1   | 18 de mayo de 2004       | 28   | SmackDown!                   | Derrotó a Chavo Guerrero y Spike Dudley en una triple amenaza. |
| 67                                  | Rey Mysterio                                  | 8   | 15 de junio de 2004      | 42   | SmackDown!                   | |
| 68                                  | Spike Dudley                                  | 1   | 15 de junio de 2004      | 138  | SmackDown!                   | |
| 69                                  | Funaki                                        | 1   | 12 de diciembre de 2004  | 70   | Armageddon                   | |
| 70                                  | Chavo Guerrero                                | 5   | 20 de febrero de 2005    | 37   | No Way Out                   | Ganó el título tras derrotar a Paul London, Akio, Shannon Moore, Spike Dudley y Funaki en un "Six-Man Cruiserweight Open". |
| 71                                  | Paul London                                   | 5   | 29 de marzo de 2005      | 126  | SmackDown!                   | Ganó en una batalla real de 7 hombres. |
| 72                                  | Nunzio                                        | 1   | 2 de agosto de 2005      | 68   | Velocity                     | |
| 73                                  | Juventud (Antes "Juventud Guerrera")          | 4   | 9 de octubre de 2005     | 37   | No Mercy                     | |
| 74                                  | Nunzio                                        | 2   | 15 de noviembre de 2005  | 7    | House Show                   | |
| 75                                  | Juventud                                      | 5   | 21 de noviembre de 2005  | 26   | SmackDown!                   | |
| 76                                  | Kid Kash                                      | 1   | 18 de diciembre de 2005  | 42   | Armageddon                   | |
| 77                                  | Gregory Helms (Antes "The Hurricane")         | 3   | 29 de enero de 2006      | 385  | Royal Rumble                 | Derrotó a Funaki, Jamie Noble, Nunzio, Paul London y Kid Kash. Helms, que estaba en el roster de Raw en ese momento, se trasladó a SmackDown! después de ganar el título.                                                                                          |
| 78                                  | Chavo Guerrero                                | 6   | 18 de febrero de 2007    | 154  | No Way Out                   | Fue un "8-man Cruiserweight Open" incluyendo también a Daivari, Shannon Moore, Funaki, Jamie Noble, Jimmy Wang Yang y Scotty 2 Hotty. |
| 79                                  | Hornswoggle                                   | 1   | 22 de julio de 2007      | 65   | Great American Bash          | Fue un "6-man Cruiserweight Open" incluyendo también a Shannon Moore, Funaki, Jamie Noble y Yang. |
| —                                   | Vacante                                       | —   | 25 de septiembre de 2007 | —    |                              | Por órdenes de Vickie Guerrero. |
| —                                   | Retirado                                      | —   | 3 de marzo de 2008       | —    | WWE.com                      | Después de 6 meses vacante. |

## Reinados más largos
| Luchador       | Días | Fecha en que ganó     | Fecha en que perdió     | Notas                                     |
| -------------- | ---- | --------------------- | ----------------------- | ----------------------------------------- |
| Gregory Helms  | 385  | 29 de enero de 2006   | 18 de febrero de 2007   | Su tercer reinado.                        |
| Tajiri         | 162  | 22 de octubre de 2001 | 2 de abril de 2002      | Su derrota fue transmitida el 4 de abril  |
| Chavo Guerrero | 154  | 18 de febrero de 2007 | 22 de julio de 2007     | Su sexto reinado                          |
| Jamie Noble    | 147  | 23 de junio de 2002   | 17 de noviembre de 2002 | Su primer reinado.                        |
| Spike Dudley   | 138  | 27 de julio de 2004   | 12 de diciembre de 2004 | Su triunfo fue transmitido el 29 de julio |

## Mayor cantidad de reinados
- 8 veces: Rey Mysterio.
- 7 veces: Billy Kidman.
- 6 veces: Chavo Guerrero.
- 5 veces: Juventud Guerrera.
- 4 veces: Chris Jericho y Dean Malenko.
- 3 veces: Gregory Helms y Tajiri.
- 2 veces: Brian Pillman, Eddie Guerrero, Psychosis, X-Pac, The Artist y Último Dragón.